# Шахта «Іловайська»
ДВАТ "Шахта «Іловайська». Входить до ДХК «Жовтеньвугілля».
Виробнича потужність 270 тис. т/рік (1998). У 2003 р. видобуто 151 тис.т.
Шахтне поле розкрите одним вертикальним, трьома похилими стволами і двома вертикальними свердловинами.
Шахта віднесена до надкатегорійних за метаном. Пласти з глибини 230 м загрозливі за викидами вугілля і газу.
Адреса: 86792, смт. Широке, м.Харцизьк, Донецької обл.